# Horvát juhászkutya

## Testfelépítése
Közepes termetű kutya fajta. Feje ék alakú, füle felálló. Háta rövid, mellkasa mély, hasa enyhén felhúzott. Szőre közepesen hosszú valamint hullámos vagy göndör. Mindig fekete, de a mellkasán és a lábujjai végén fehér jegyek megengedettek. Marmagassága 40–50 cm között van, hossza ennél 10%-kal nagyobb. Manapság egyes kutyák ennél is magasabbra nőnek, ami valószínűleg a jobb életkörülményeknek tudható be. Farkát gyakran kurtítják, egyes kutyák pedig farok nélkül vagy rövid farokkal születnek. Ha mégis meghagyják, akkor sarló alakban a háta fölé kunkorodik.

## Temperamentuma
Éber, temperamentumos, nagyszerű alkalmazkodóképességgel megáldott, aktív, vidám, tanulékony eb. Fontos számára a szoros kapcsolat a gazdájával, egygazdás kutya. Sok foglalkozásra és következetességre van szüksége, különben túlságosan ugatós lehet és rombolhat is. Még ma is erős a terelőösztöne. Idegenekkel szemben általában bizalmatlan, főleg, ha fiatal korában nem szocializálták eléggé.

## Alkalmazása
A legtöbb kutyás sportra alkalmas. Elsősorban terelésre használják, de komoly sikereket értek el vele agilityben, őrző-védőben, obedience-ben is. Ezenkívül kiképezhető mentőkutyának is.
Rendkívül intelligens fajta. Egyes pásztorok szerint kutyájuk képes megkülönböztetni minden egyes marhát a gulyában név alapján.

## Gondozás
Hosszú életű, egészséges fajta. Szőre nem igényel sok ápolást.

## Eredete
Az első leírás a 14. századból származik. Azóta nem sokat változott se a kinézete, se a belső tulajdonságai.
Az első írásos dokumentum 1374-ből származik Đakovo egyházmegyéből, ahol Canis pastoralis croaticusként említik a fajtát. Ebben Petar, Đakovo püspöke az általános leíráson túl azt is megemlíti, hogy a horvátok, mikor a 7. században bevándoroltak erre a területre, már akkor is használták ezeket a kutyákat. A szervezett tenyésztést Dr Stjepan Romić professzor kezdte el 1935-ben, az Nemzetközi Kinológiai Szövetség 1969-ben ismerte el önálló fajtaként.

## Rokon fajta
Legközelebbi rokona a mudi. A két fajta közötti különbség laikus számára szinte felismerhetetlen, de azért vannak támpontok, amik alapján meg lehet őket különböztetni:
|             | A mudi standardje szerint | A hrvatski ovcar standardje szerint |
| ----------- | --- | --- |
| Marmagasság | Kanok 41–47 cm (ideális a 43–45 cm), szukák 38–44 cm (ideális a 40–42 cm) | 40–50 cm között (kan és szuka vegyesen) |
| Fajtajelleg | Spicc-jellegű | Német juhász-jellegű |
| Fej         | Enyhén megnyúlt, elkeskenyedõ. Hossza a marmagasság 42%-a | Aránylag könnyű, ék alakú, a marmagasság 45%-a |
| Koponya     | Enyhén domborodó. (Fényes szerint a "fejhátulja gömbölyded", vagyis a mudinál nem kifejezett a tarkóbúb. Fontos fajtajelleg!)                                                                                           | Lapított koponyatető, felülről nézve ovális. Jól látható nyakszirt. |
| Arcorr      | Spicc-jellegű | Német juhász-jellegű |
| Fülek       | Felálló, fordított V alakú, HEGYES végű, jól szőrözöttek, a szőrszálak a fül peremén is túlnyúlnak. A fejhossz 45%-a | Félig vagy egészen felálló, V alakú, a fül szőrzete a széle felé rövidül |
| Homlok      | Enyhén barázdált, enyhén domború | A homlokbarázda nem kifejezett |
| Mar         | Kifejezett és hosszú | Nem kiemelkedő, alig érzékelhető |
| Szín        | Fényesfekete, fehér, barna, vörös, hamvas, zsemlefakó, maszkos fakó, cifra /merle/. A szürke, a barna és a vörös mudik pigmentje a kutya alap-színével harmonizáljon.                                                   | Csak fekete lehet, kismértékû fehér jegyek a mellkason és a végtagokon megengedettek.                                                                                                |
| Szőrzet     | Testszerte 3–7 cm hosszú, erősen hullámos, esetleg csigás, de sohasem göndör. A könyökön és a combok hátulsó felületén a leghosszabb, itt határozott szőrzászlót képez. A fül szőre a peremén is túlnyúlik, szerteálló. | Testszerte 7–14 cm hosszú, aránylag lágy, hullámos, esetleg göndör is lehet. Dús aljszőr. A mellső végtagok lábtőig érő szőrzászlók. Hátul csánkig érő "gatya". A fülszőrzet gyenge. |
| Mozgás      | Aprózva, tipegve lép, vágtája térnyerő | Mérsékelten hosszú lépés, kedvelt járásmódja az ügetés. |
| Törzshossz  | A marmagasság 103%-a | A marmagasság 110%-a |
| Nyak        | Kissé ívelt, izmos, közepesen magas illesztésű | Mélyen indul, jól elkerekedett, dús szőrzetű |

## Külső hivatkozás
- Képek
- Videó a fajtáról